# 桜井神社 (糸島市)
桜井神社（さくらいじんじゃ）は福岡県糸島市志摩桜井にある福岡藩二代藩主黒田忠之が創建した神社で、正式には「櫻井神社」である。また、境内に隣接し伊勢神宮の内宮・外宮より勧請した櫻井大神宮がある。

## 概要
社伝によると、慶長15年（1610）に大雷雨が起こり、電光とともに現・本殿後方にある岩戸神窟が開き、神霊が現れ、様々な霊験があり、その事を聞きつけた福岡藩二代藩主黒田忠之が家臣を2度当地に派遣し神威を確認したと伝わる。その後、黒田忠之により寛永2年（1625年）に櫻井大神宮が創建され、次いで寛永9年（1632年）に櫻井神社が創建された。当社に、筑前神官の学問所が設置され、筑前国の信仰の拠点となっていた。創建当初から「与止姫大明神」や「岩戸宮」と呼ばれていたが、1869年（明治2年）に桜井村の八ヶ所の氏神を合祀した際に櫻井神社へ改称した。

## 祭神
本殿に以下の神を祀る。

### 主祭神
- 神直日神
- 大直日神
- 八十枉津日神

### 配神
- 島岡大明神 - 創健者の福岡藩第2代藩主黒田忠之の神霊を祀る。
- 八所産土大神（やところうぶすなおおかみ） - 桜井村内にあった氏神の久保宮・西宮神社・熊野宮・伊牟田八幡宮・谷熊野神社・木浦神社・梅宮・末松神社の8社の神々。1869年（明治2年）に合祀される[4]。

## 境内
- 石橋 - 神池に架けられた太鼓橋である。県内に残る石造橋の中でも古く、建立当初の姿と部材がよく残る石造桁橋である[7]。石材には凝灰岩が用いられ、4本の石柱の上に石材の梁を架け、石桁が弧を描き、柱は梁間方向のみ石貫で固められている。桁行3間、梁間1間の桁橋で両側に袖高欄が付き、袖高欄を含めた全長は桁行7.25m、梁間3.25mである。建立年代は境内整備が行われた1600年代中頃と考えられている[7]。福岡県指定有形文化財[7]。
- 楼門 - 部材の形状を、本殿と比較すると若干違う箇所が見られるが、創建当初に建立された本殿とほぼ同時期に建立されたと考えられている[5][4]。入母屋造、三間一戸、かつては瓦葺であったが、現在は銅板葺である[5]。本殿・拝殿と共に国の重要文化財。
- 本殿・拝殿 - 楼門と共に国の重要文化財[5]。
  - 本殿 - 寛永9年(1632年)の棟札が残る。流造、平入りの屋根に向拝が付くが、曲線を用いて均衡を保ち屋根の流れと向拝の流れが一流れになっている。正面は、三間、側面は一間、脇障子は板張りで、猪目懸魚の左右の巻き込みが大きく後世の補修によるものと考えられている[2]。社殿各部に安土桃山様の極彩色の彫刻が施されている。彫刻の彩色は退色していたが、「平成御大典記念事業」として、平成3年から4年にわたる保存修理工事が行われ、創建当時の色彩となっている[4]。現在、本殿は覆屋で覆われ保護されている[5]。
  - 拝殿 - 創建当初に建立された本殿とほぼ同時期に建立されたと考えられている。切妻造、正面3間、側面3間である[5]。現存する古絵図に、入母屋造りの張り出しが描かれているが、現在は礎石のみが残る。また屋根も瓦葺きで描かれているが、現在は銅板葺きであるが、1931年（昭和6年）の屋根修理で吹き替えられたと考えられている[5][4]。古絵図と相違点がいくつかあるが、創建当時の姿を残している[4]。
- 神楽殿
- 絵馬殿

以下は境内社であるが、櫻井神社が推奨する参拝順に記載している。
- 櫻井猿田彦神社
- 塞の神（さいのかみ）
- 八神殿・須賀神社
- 日子・楠神社
- 春日神社
- 岩戸宮 - 社伝に出てくる岩戸神窟を祀る。神窟は古墳の石室である[5]。
- 八幡宮
- 金比羅神社
- 二見ヶ浦遥拝所

櫻井神社境内
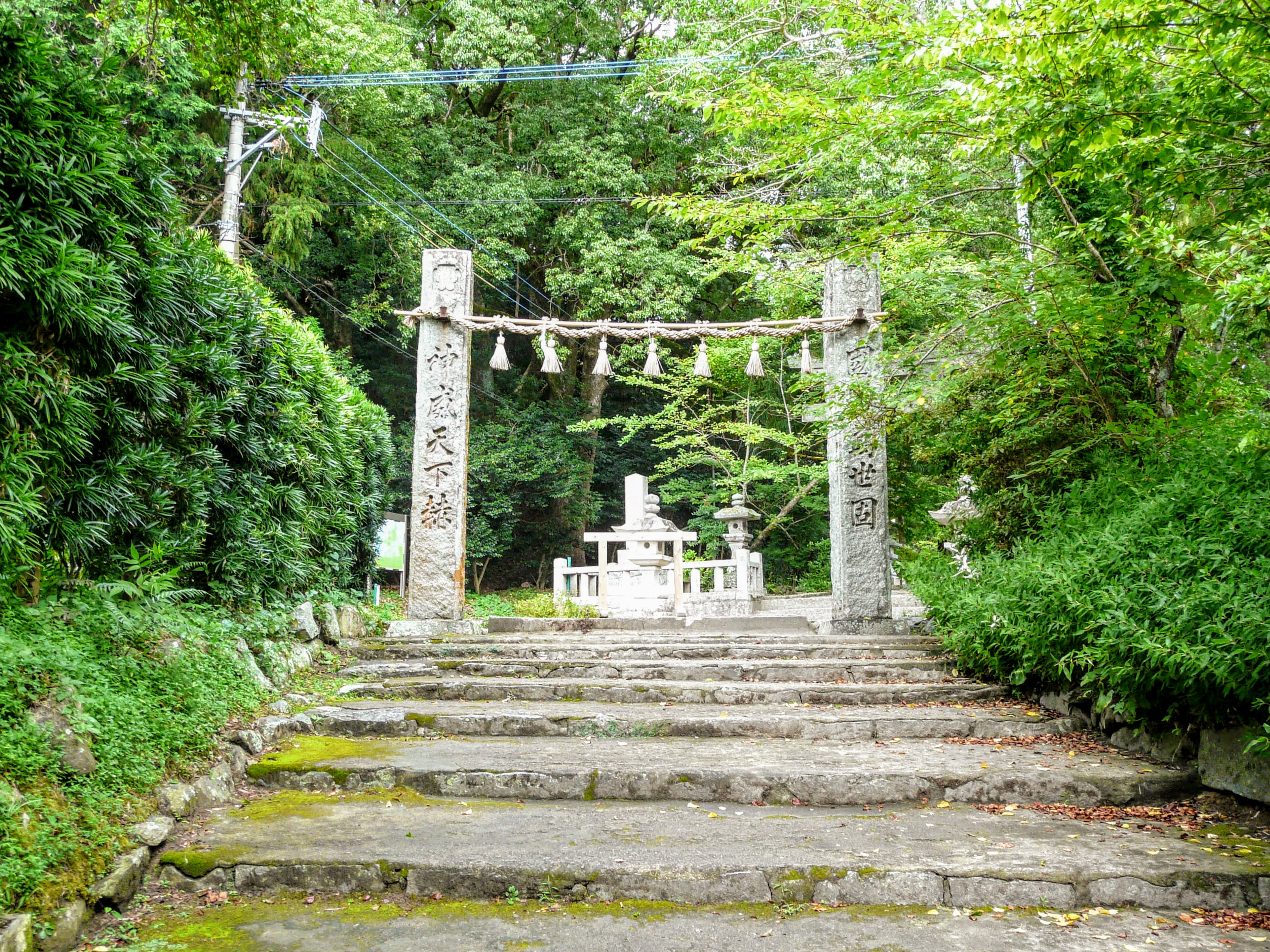
参道
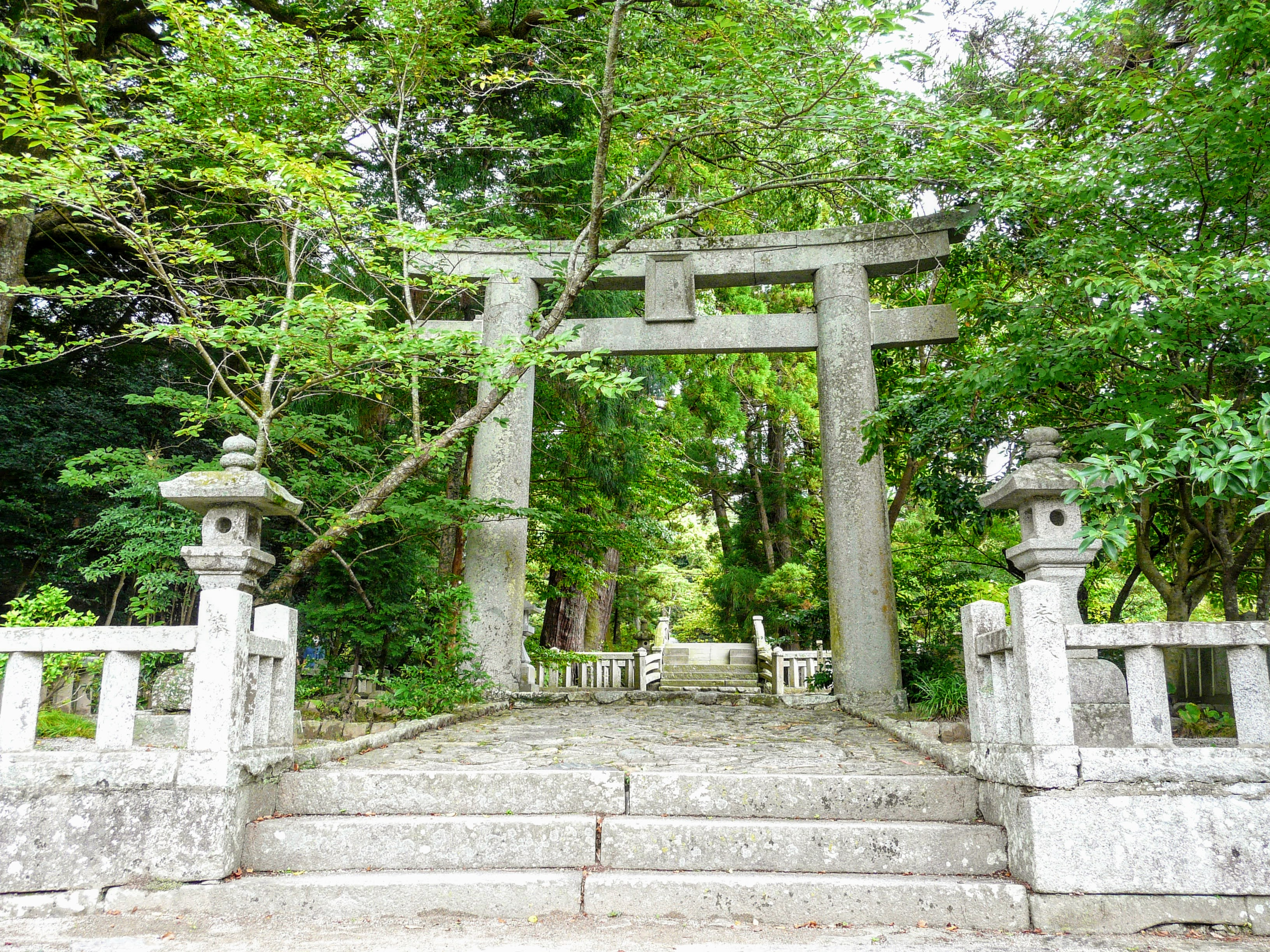
参道鳥居と太鼓橋
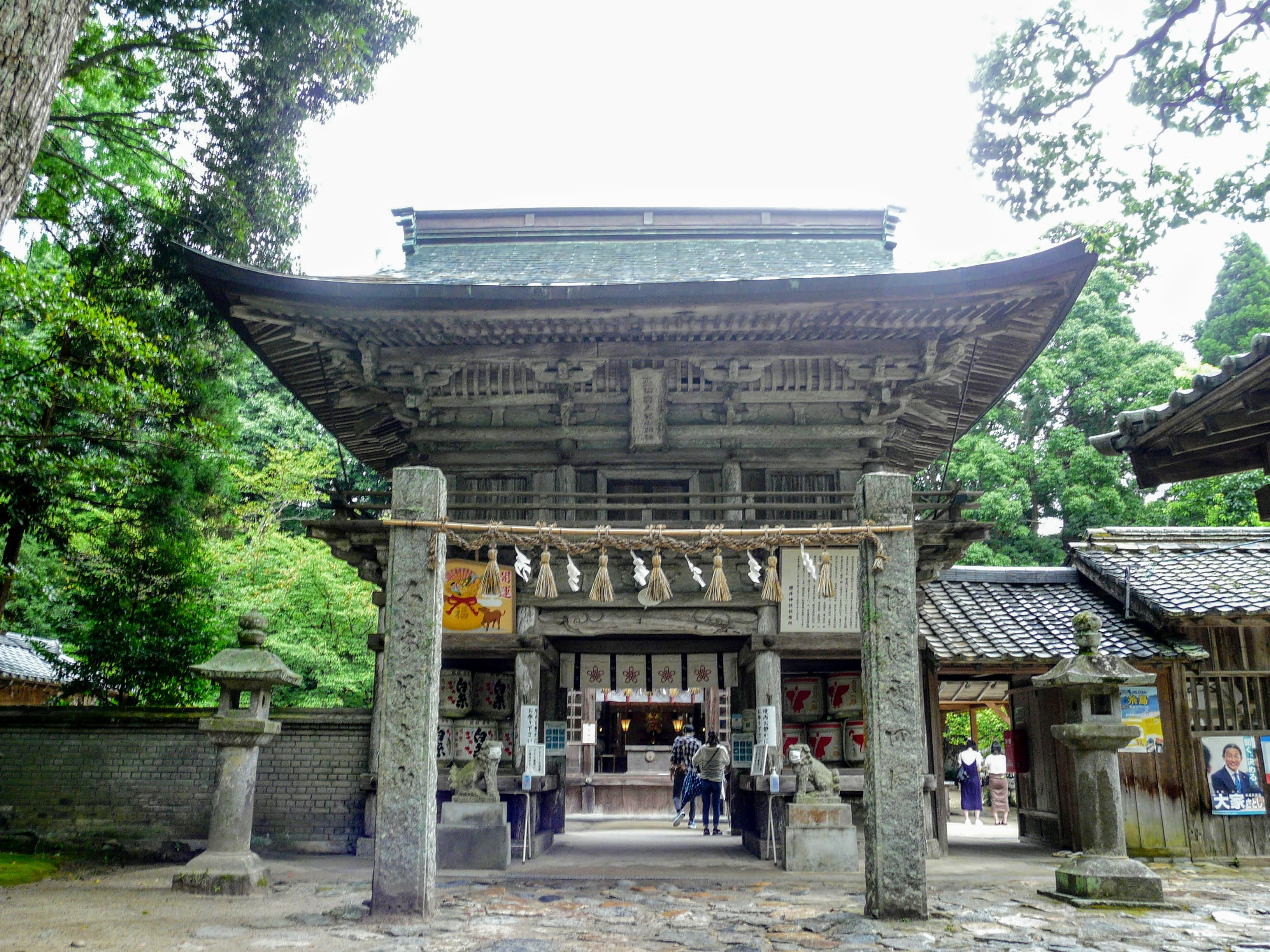
楼門。県指定有形文化財。
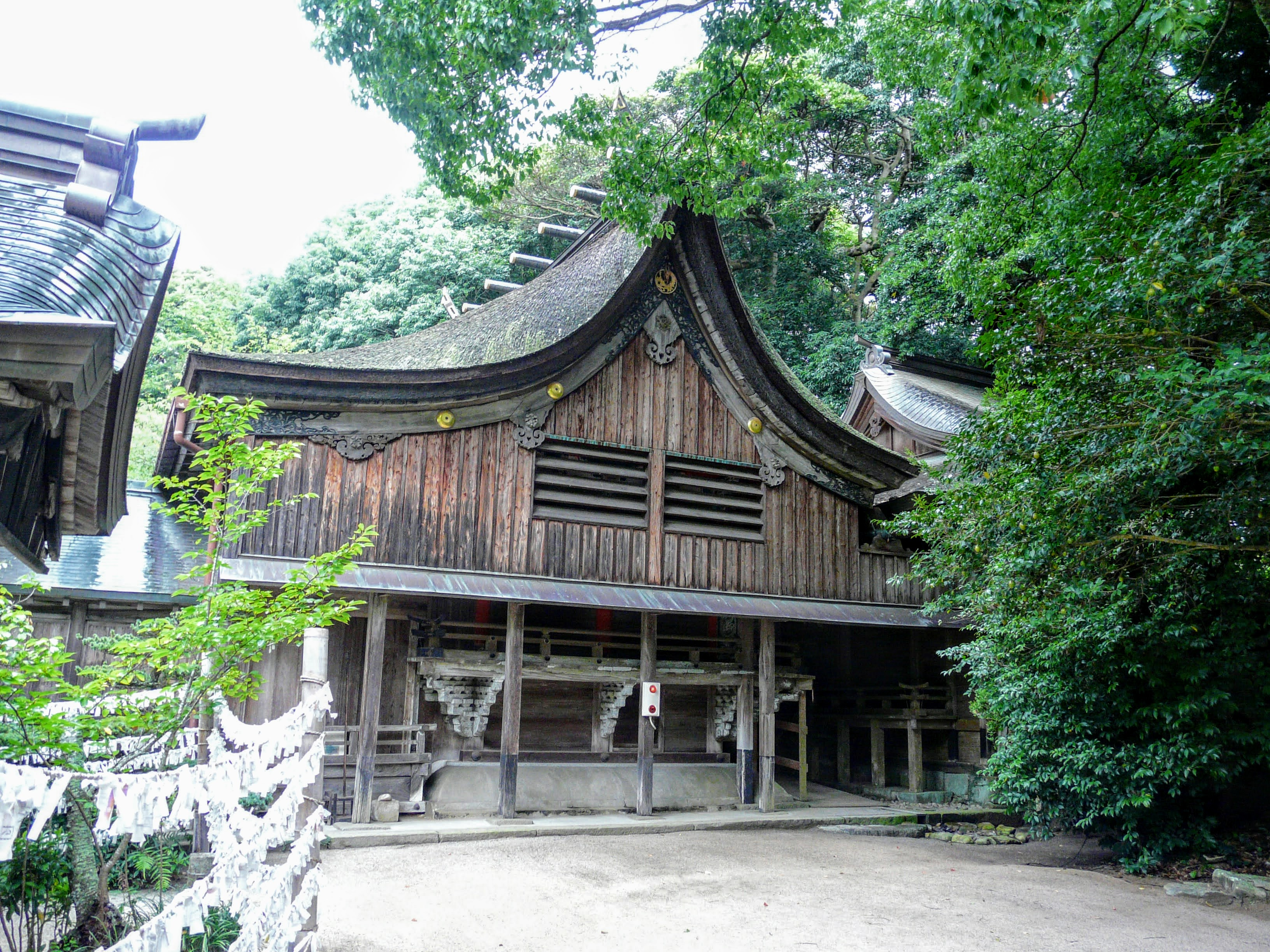
本殿。覆屋で覆われている。
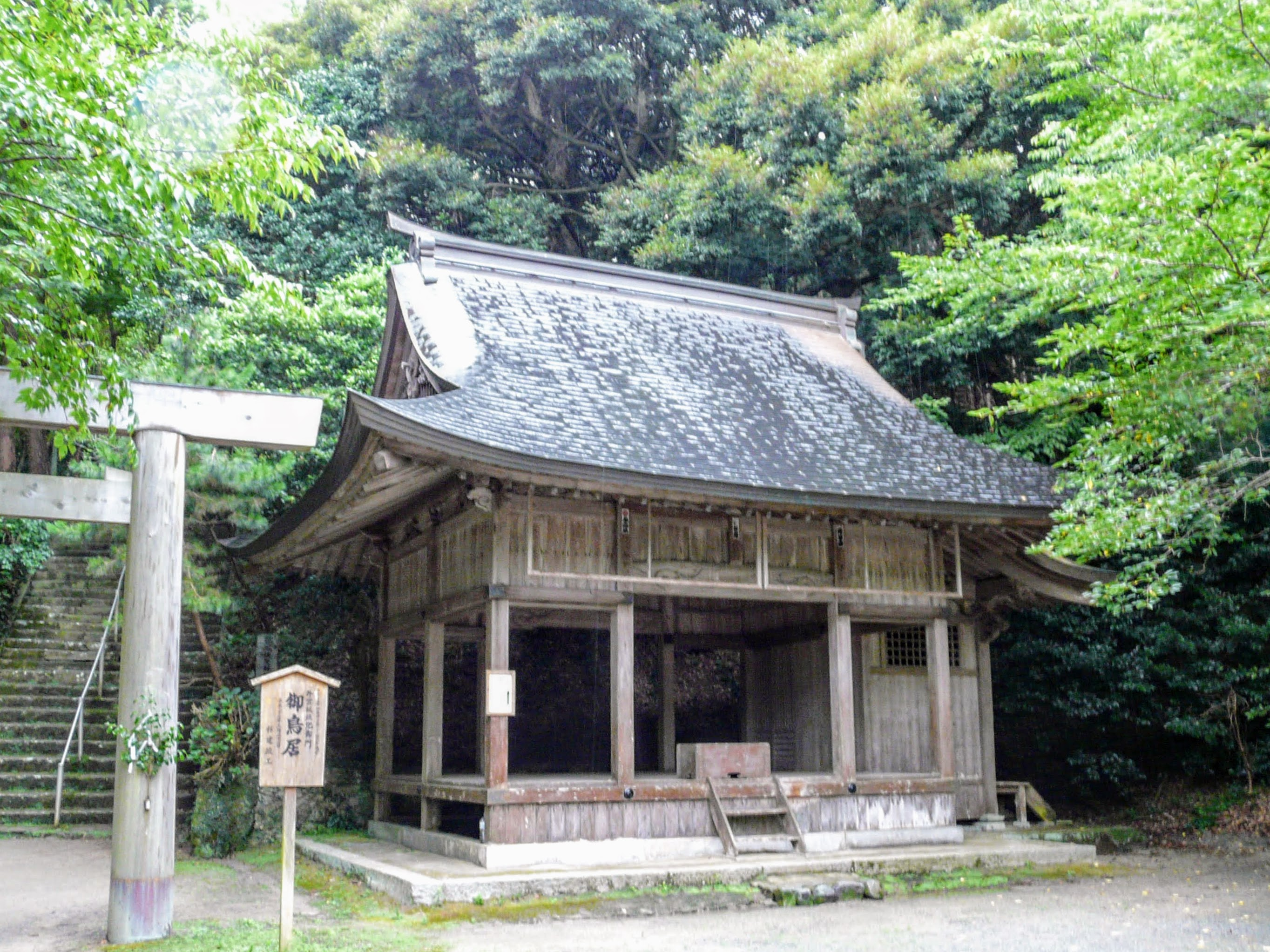
神楽殿
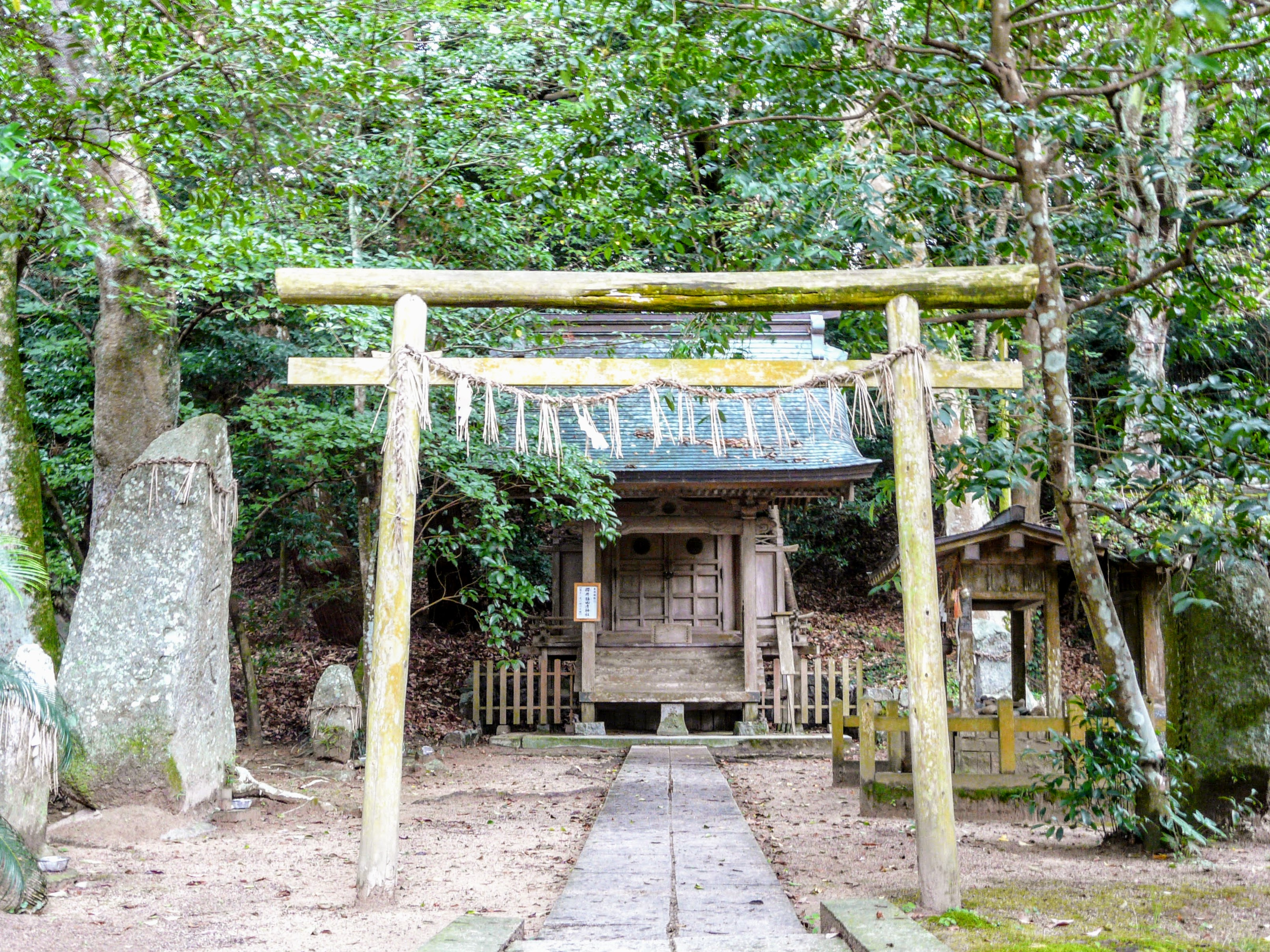
境内社 櫻井猿田彦神社（正面）。鳥居右手奥に塞の神
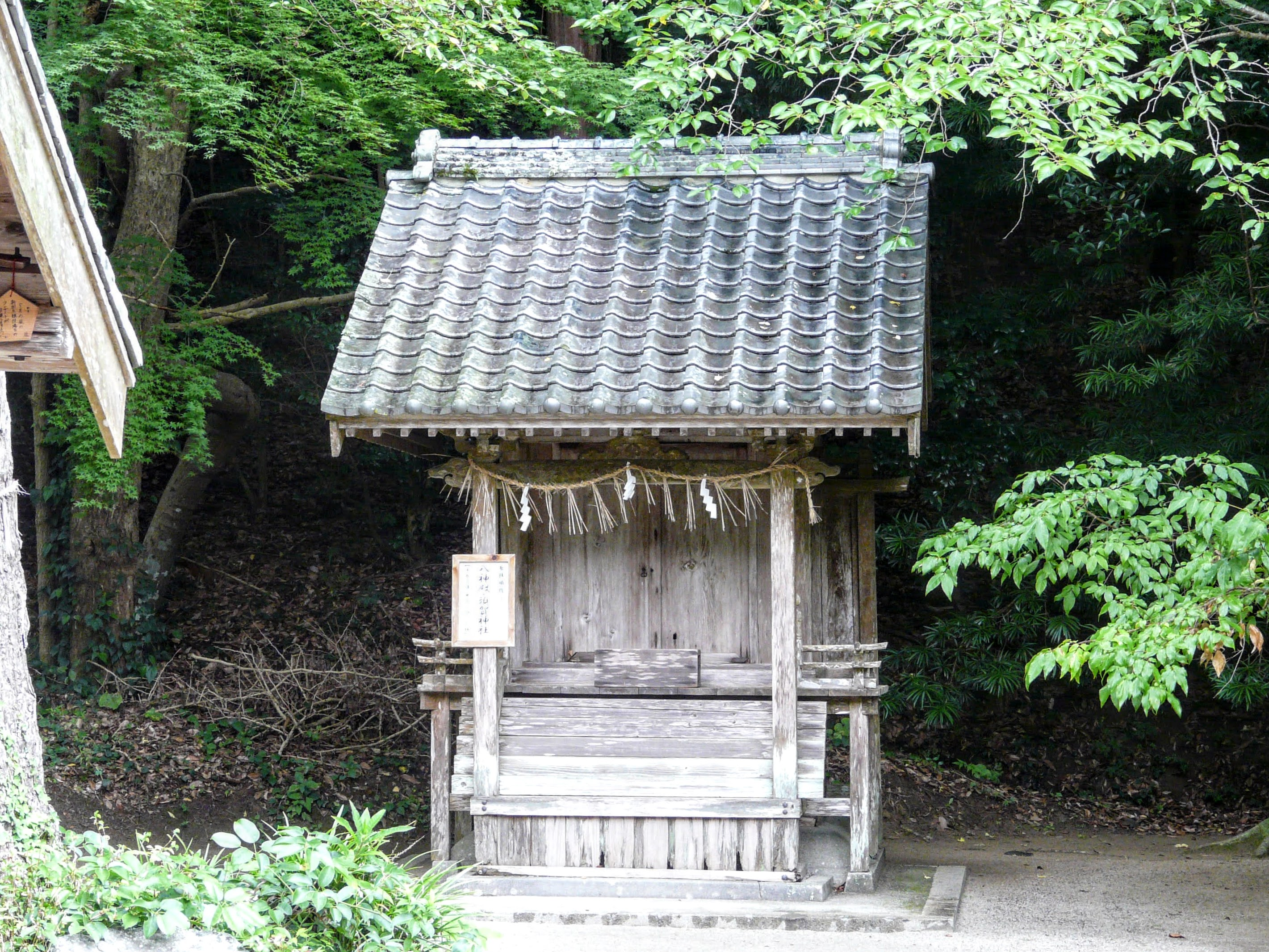
境内社 八神殿・須賀神社
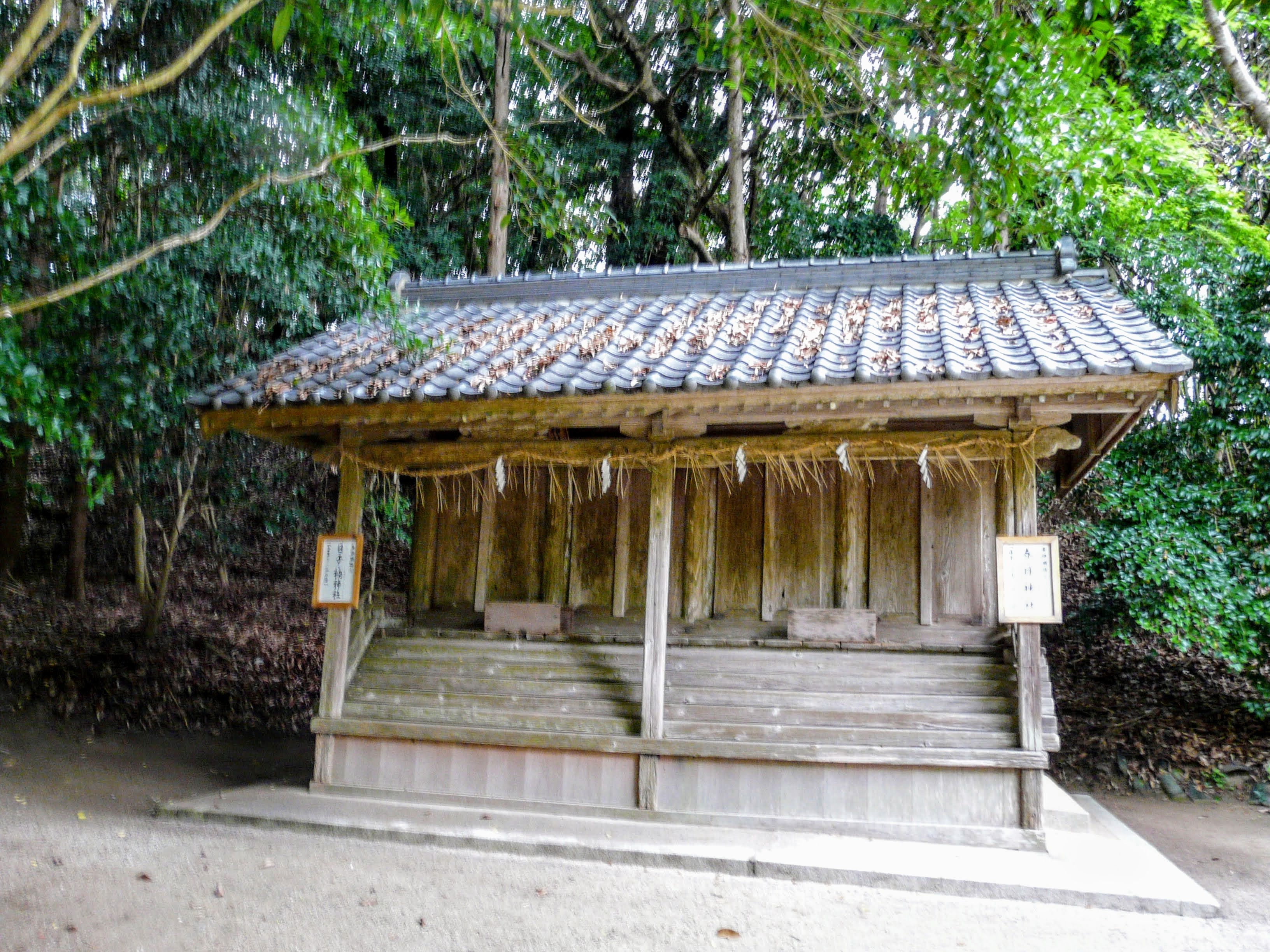
境内社 日子・楠神社（左側）、春日神社（右側）
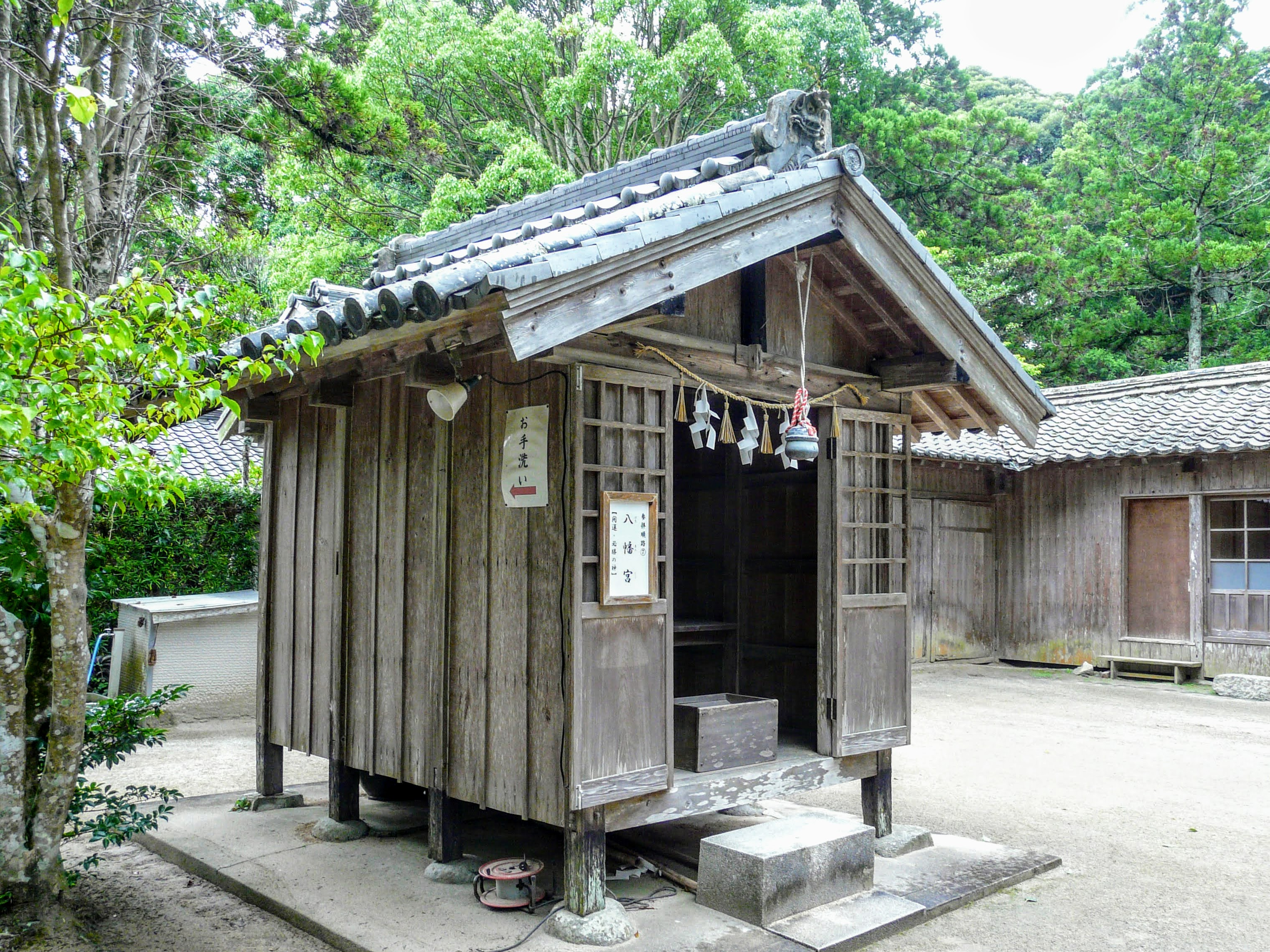
境内社 八幡宮

## 櫻井大神宮
櫻井神社の南西部の境内に隣接した光寿山にある。櫻井大神宮境内入り口の石段前の鳥居は、2013年（平成25年）の伊勢神宮第六十二回式年遷宮で外宮板垣北御門の鳥居を譲与され、2015年（平成27年3月）に移築された。石段上部の境内前鳥居も伊勢神宮より移築されたものである。社殿は、神明造、茅葺の拝殿、中殿、本殿が建つ。
櫻井神社創建前に岩戸神窟の神託を受けた黒田忠之が、伊勢神宮の内宮、外宮から分祀を受け、寛永2年（1625年）に創建する。かつて伊勢神宮同様に20年ごとの式年遷宮を行っていたが、慶応二年（1866年）の第13回目の遷宮を行って以降は行われなくなり、現在の社殿は慶応二年（1866年）建立である。本殿に内宮・外宮を合祀しており、本殿の千木は向かって右が水平切りで内宮の天照大御神を現し、向かって左が垂直切りで外宮の豊受大御神を現す当社独自の建築様式である。

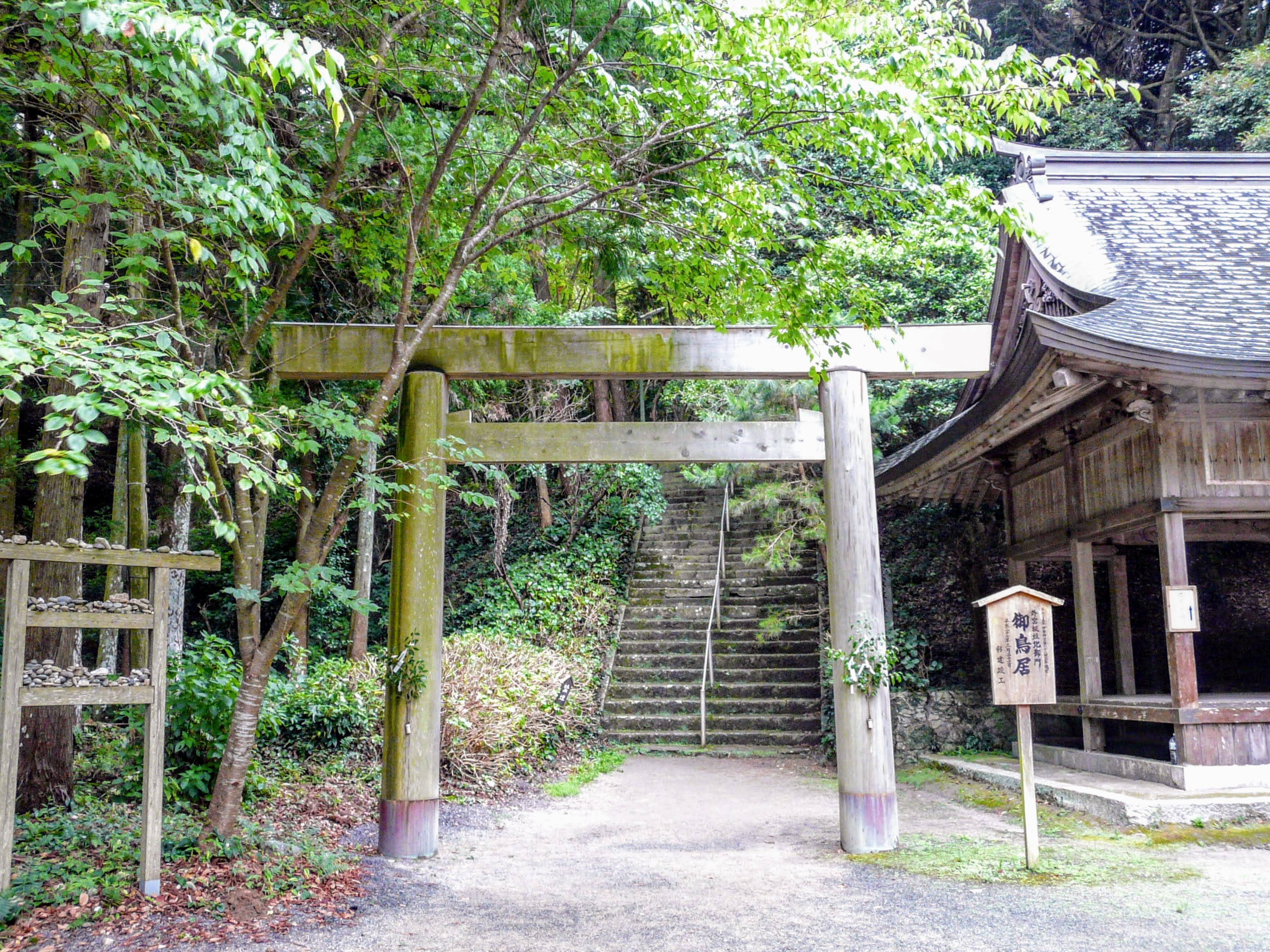
伊勢神宮より移築された櫻井大神宮境内入り口石段前の鳥居。

## 境外
- 宇良宮 - 夫婦岩に伊弉諾命、伊弉冉命を祀る[11]。

筑前二見ヶ浦、または桜井二見ヶ浦とも呼ばれ、当社から約３ｋｍほど離れた玄海国定公園内の二見ヶ浦に夫婦岩があり、当社の社地である。夕日の名所として知られ、夫婦岩は高さ11.2ｍと11.8ｍで海岸から約150ｍほど沖合にあり、夫婦岩と海岸の間の海中には白い鳥居が建つ。夫婦岩には長さ30ｍ、重さ1トンの大注連縄が掛けられていて、例年４月下旬から５月上旬の大潮の日曜日に大注連縄掛祭で注連縄の掛け替えが行われる。福岡県指定名勝。

宇良宮 - 筑前（桜井）二見ヶ浦
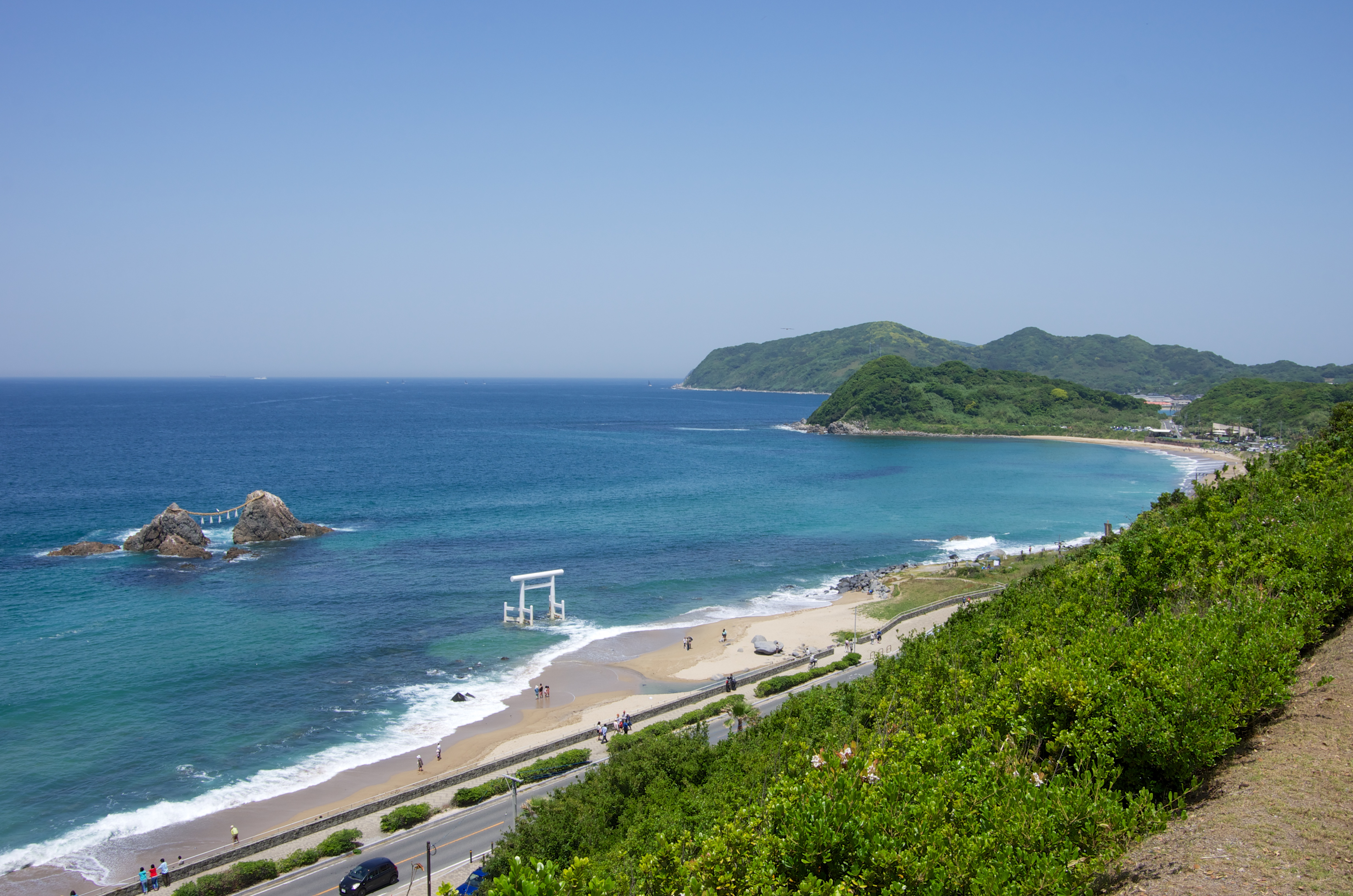
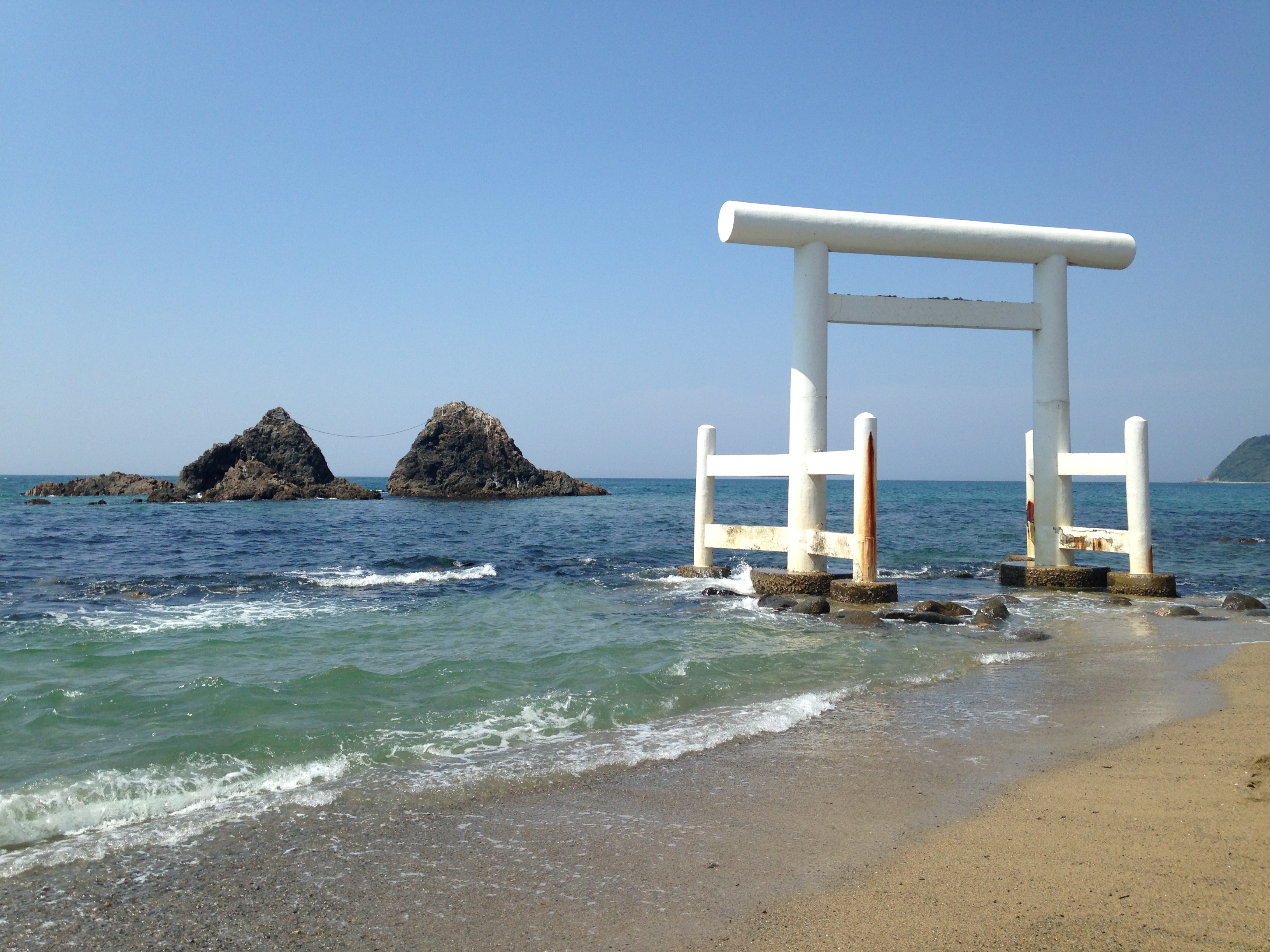
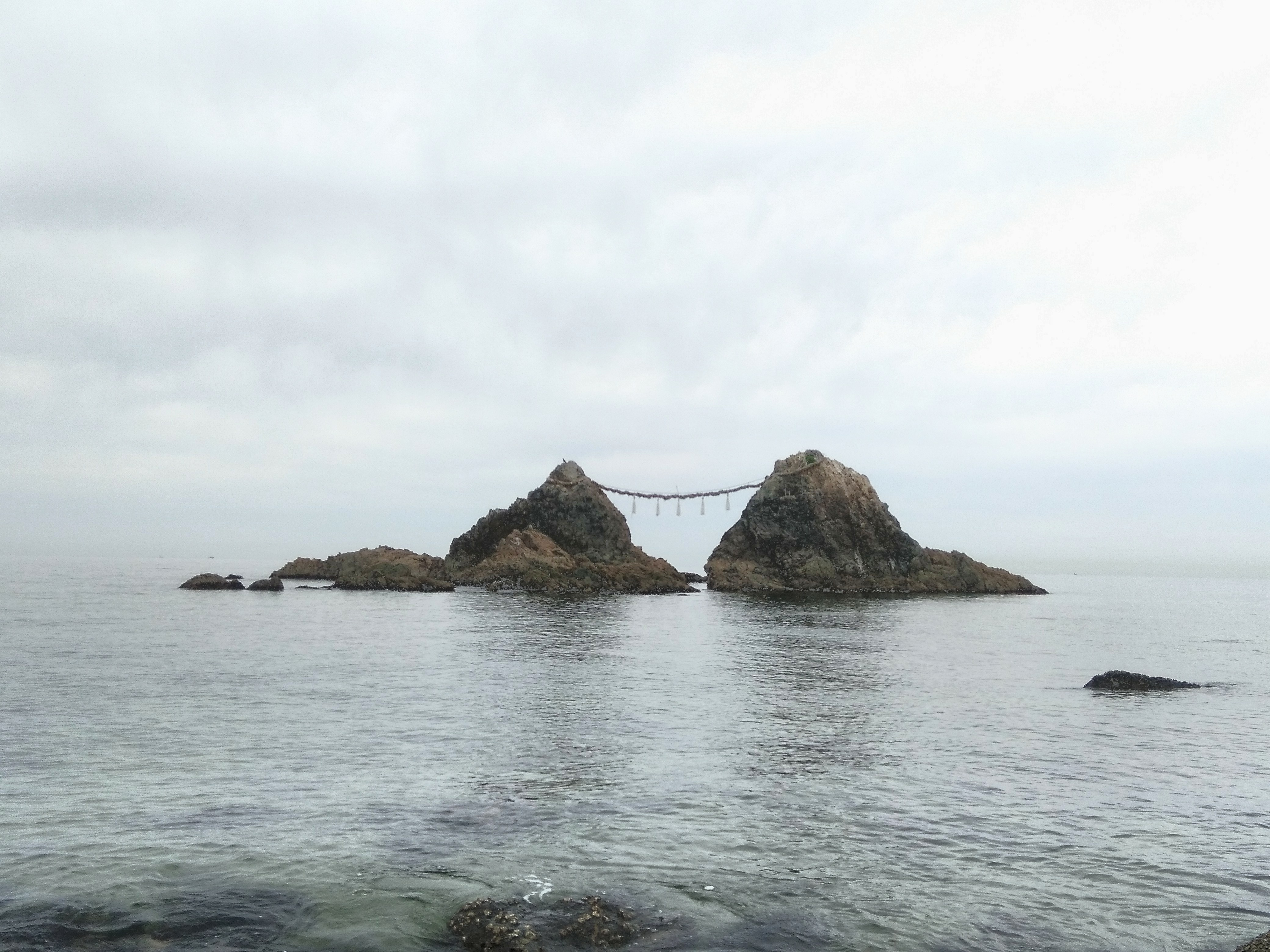

## 文化財

### 重要文化財（国指定）
- 櫻井神社 3棟（附 絵図1枚）（建造物） - 2023年（令和5年）9月25日指定[15][16]。
  - 本殿（附 棟札7枚）
  - 拝殿
  - 楼門

国の重要文化財への指定以前、本殿は1977年（昭和52年）4月9日に福岡県指定有形文化財に指定され、楼門・拝殿は1997年（平成9年）7月25日に追加指定されていた。

### 福岡県指定有形文化財
- 桜井神社石橋　附 御池石垣、石段 一基 - 指定年月日：2003年（平成15年）2月5日[7]。

### 福岡県指定名勝
- 桜井二見ヶ浦 - 指定年月日：1968年（昭和43年）2月3日[14]。

## 祭事
年間の祭事。
- 月次祭 - 毎月1日・15日
- 元旦・新年祭 - 1月1日午前0時
- 正月岩戸開き - 1月1、2、3日
- 初春祭 - 1月10日 - 夜に餅押し裸祭が行われる。
- 女子厄除祭 - 3月3日
- 大神宮祭 - 4月3日
- 大しめ縄掛祭 - 4月下旬から5月上旬の大潮の日曜日に二見ヶ浦の夫婦岩にある大しめ縄をかけ替える。
- 岩戸開き神事・例大祭 - 7月2日 - 年に一度この日のみ、岩戸神窟内への参拝ができる。
- 千度潮井祭 - 7月18日
- 夏越祭 - 7月30日
- 新嘗祭 - 10月18日 - 流鏑馬神事、稚児行列が行われる。
- 七五三祭 - 11月15日

## アクセス
- JR九州筑肥線九大学研都市駅より昭和バス西の浦線に乗車し「桜井」下車、徒歩15分（1.2km）。
- 同筑前前原駅より糸島市コミュニティバス野北線に乗車し「桜井」下車、徒歩15分（1.2㎞）。
- マイカーの場合、西九州自動車道前原インターチェンジから11㎞。